# Combat d'Oum El Achar (1957)
Pour les articles homonymes, voir Bataille d'Oum El Achar.
Le combat d'Oum El Achar a lieu le 6 août 1957 opposant les combattants algeriens de l'Armée de libération nationale (FLN)à l'armée française dans le poste d'Oum El Achar, au sud-ouest de l'Algérie française, dans la région de Tindouf.

## Contexte
Le combat d'Oum El Achar, tout comme celui d'El-Amar plus tôt, se déroule peu après l'indépendance du Maroc qui a lieu le 2 mars 1956. Le Maroc essaye alors de mener une politique d'équilibre entre la France et le Front de libération nationale (FLN) pour ne pas provoquer une rupture totale avec l'ancienne puissance protectrice. Malgré cette volonté d'équilibre, l'avenir incertain du royaume et la Guerre d'Algérie poussa l'Armée de libération nationale (ALN) à agir sur des postes stratégiques, ici aux confins de l'Algérie, pour « empoisonner l'armée française ». L'objectif final était pour l'ALN de soutenir son voisin maghrébin en débarrassant l'Afrique du Nord de toute présence coloniale.

## Déroulement
D'après communiqué de l'ALN, le combat d'Oum El Achar débute à 7 h et prend fin vers 24 h. Les éléments de l'ALN armés de mitraillettes et d'armes lourdes infligent de lourdes pertes à la garnison française appartenant au 3e bataillon d'infanterie légère d'Afrique (3e BILA) d'après le même communiqué. Tandis que de source française, le combat s'est limité à l'attaque d'une corvée d'eau de la garnison. Les combats n'ont duré que trois quarts d'heure d'après cette même source.
Selon Francine Dessaigne, lors de l'attaque, les éléments de l'ALN utilisent deux obus de mortier, suivis d'un tir nourri d'armes automatiques.

## Bilan et conséquences
D'après l'ALN, 25 soldats français ont été tués et plus d'une centaine blessés, pour seulement 1 mort et 6 blessés côté marocain. Selon des sources françaises, 2 soldats français ont été tués et 7 blessés, tandis que 3 cadavres marocains ont été retrouvés sur place.

### Sources bibliographiques
1. ↑  Dessaigne, p. ?.